# Revoluția Portocalie

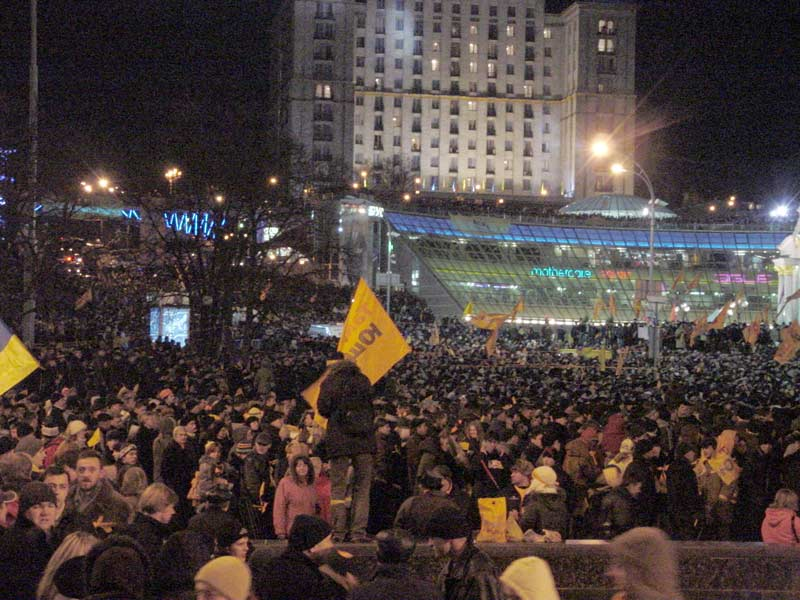
Susţinători ai lui Viktor Iuşcenko, îmbrăcaţi în portocaliu, s-au adunat în Piaţa Independenţei din Kiev.

Revoluția Portocalie (câteodată și Revoluția Castanilor datorită arborilor de castan din Kiev) reprezintă o serie de proteste, blocade și greve generale la nivel național în Ucraina, organizate de susținătorii candidatului la președinție Viktor Iușcenko după publicarea rezultatelor disputate al alegerilor prezidențiale din noiembrie 2004. 
Alegerile prezidențiale au avut loc în Ucraina la 31 octombrie, 21 noiembrie și 26 decembrie 2004. Aceste alegeri au fost a patra serie de alegeri prezidențiale din Ucraina după obținerea independenței acesteia față de Uniunea Sovietică.
Protestele au început în ziua următoarea celui de-al doilea tur de scrutin dintre prim-ministrul Viktor Ianukovici și candidatul opoziției Viktor Iușcenko, când rezultatele oficiale au fost foarte diferite de cele ale sondajelor de la ieșirea de urne. Aceste sondaje îl dădeau învingător pe Iușcenko cu 11% diferență, în timp ce rezultatele oficiale i-au conferit victoria lui Ianukovici cu un avans de 3%. Suporterii lui Ianukovici susțin că legăturile lui Iușcenko cu mass media explică această deosebire. Pe de altă parte, susținătorii lui Iușcenko și observatorii internațional au acuzat o fraudă electorală în favoarea lui Ianukovici, candidatul sprijinit de putere.
Din 23 noiembrie 2004, proteste importante au început în mai multe orașe din Ucraina, inclusiv unul în Piața Independenței din Kiev, care a atras aproximativ 200.000 de participanți care au făcut un marș pașnic în fața sediului Verhovna Rada, parlamentul ucrainean, mulți dintre ei purtând haine sau steaguri portocalii (culoarea de campanie a coaliției lui Iușcenko). Kiev, Lviv și alte orașe au refuzat să admită legitimitatea rezultatelor alegerilor date publicității în acea zi, iar Iușcenko a depus un jurământ de serviciu simbolic.
Deși Iușcenko a început negocieri cu președintele Leonid Kucima în efortul de a rezolva pașnic această situație, negocierile s-au împotmolit pe 24 noiembrie 2004. După ce Ianukovici a fost confirmat oficial în funcție, Iușcenko le-a vorbit susținătorilor din Kiev, cerându-le să înceapă o "Revoluție Portocalie" de greve generale și blocade umane pentru a forța puterea să accepte înfrângerea:
Făgașul spre un compromis între oamenii care demonstrează pentru voința lor este singurul făgaș care ne va ajuta să găsim o cale de ieșire din acest conflict. De aceea, comitetul salvării naționale declară o grevă politică la nivel național.

Panglica portocalie, un simbol al solidatității cu mișcarea lui Iușcenko în Ucraina

Simbolul solidarității cu mișcarea lui Iușcenko în Ucraina este o panglică portocalie sau un steag care conține sloganul "Tak! Iușcenko!".

## Fundal
Revoluția Portocalie se bazează pe modelul eliminării lui Slobodan Milošević de la putere în Serbia și pe cel al Revoluției Trandafirilor din Georgia. Aceste două victorii, deși aparent spontane, au fost rezultate ale unor campanii extinse și a unor coaliții puternice în opoziție. Ambele au constat în victorii ale opoziției în alegeri, urmate de demonstrații de stradă după încercarea șefilor de stat de a păstra puterea.
Toate aceste mișcări sociale s-au bazat pe munca în forță a studenților activiști. Cea mai faimoasă dintre acestea a fost Otpor, mișcarea tinerilor care a ajutat la promovarea lui Vojislav Koštunica în Serbia. În Georgia mișcarea s-a numit Kmara. O mișcare care până acum nu a avut succes este Zubr în Belarus. În Ucraina, mișcarea a lucrat sub sloganul Pora sau "E timpul!" 
Activiștii din fiecare dintre aceste mișcări sunt antrenați în tactici de rezistență non-violentă de o coaliție de consultanți profesionali sprijiniți de o serie de guverne și agenții non-guvernamentale străine. Conform ziarului the Guardian, printre acestea se află Departamentul de Stat American și US AID.